# A Million in Prizes: The Anthology
A Million in Prizes: The Anthology — 2-х дисковая коллекция лучших хитов Игги Попа, вышедшая в 2005 году. Она заменяет собой сборник «Nude & Rude: The Best of Iggy Pop». Название компиляции взято из текста композиции «Lust for Life». Компиляция содержит неизданные ранее концертные версии песен «TV Eye» и «Loose», записанные во время тура в 1993 году.

## Список композиций

### Диск 1
1. «1969» — 4:05 (The Stooges)
2. «No Fun» — 5:15 (The Stooges)
3. «I Wanna Be Your Dog» — 3:09 (The Stooges)
4. «Down on the Street» — 3:43 (The Stooges)
5. «I Got a Right!» — 3:22 (Игги Поп и The Stooges)
6. «Gimme Some Skin» — 2:44 (Игги Поп и The Stooges)
7. «I'm Sick of You» — 6:52 (Игги Поп и The Stooges)
8. «Search and Destroy» — 3:29 (Игги Поп и The Stooges)
9. «Gimme Danger» — 3:33 (Игги Поп и The Stooges)
10. «Raw Power» — 4:16 (Игги Поп и The Stooges)
11. «Kill City» — 2:29 (Игги Поп и Джеймс Уильямсон)
12. «Nightclubbing» — 4:15
13. «Funtime» — 2:54
14. «China Girl» — 5:08
15. «Sister Midnight» — 4:20
16. «Tonight» — 3:38
17. «Success» — 4:24
18. «Lust for Life» — 5:12
19. «The Passenger» — 4:40

### Диск 2
1. «Some Weird Sin» — 3:40
2. «I’m Bored» — 2:46
3. «I Need More» — 4:03
4. «Pleasure» — 3:13
5. «Run Like a Villain» — 3:01
6. «Cry for Love» — 4:26
7. «Real Wild Child (Wild One)» — 3:39
8. «Cold Metal» — 3:27
9. «Home» — 4:01
10. «Candy» — 4:14 (дуэт с Кейт Пирсон)
11. «Well Did You Evah!» — 3:28 (дуэт с Деборой Харри)
12. «Wild America» — 5:45
13. «TV Eye» (Live) — 5:28
14. «Loose» (Live) — 3:20
15. «Look Away» — 5:09
16. «Corruption» — 4:24
17. «I Felt the Luxury» — 6:30 (дуэт с Medeski Martin & Wood)
18. «Mask» — 2:54
19. «Skull Ring» — 3:50 (Iggy & the Stooges)